# Walvis Bay

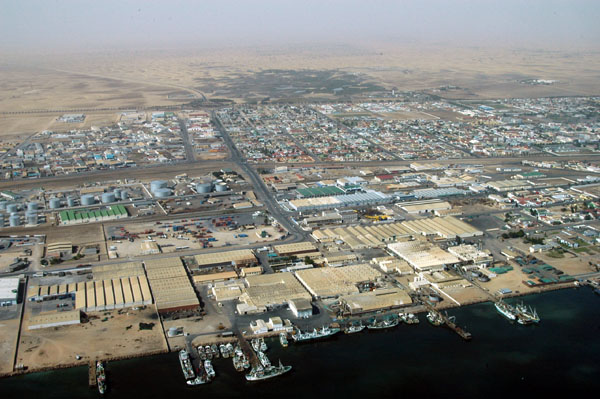

Walvis Bay este un oraș din Namibia.